# Bledius caribbeanus
Bledius caribbeanus is een keversoort uit de familie van de kortschildkevers (Staphylinidae). De wetenschappelijke naam van de soort is voor het eerst geldig gepubliceerd in 1943 door Blackwelder.